# Metabiantes teretipes
Metabiantes teretipes is een hooiwagen uit de familie Biantidae.